# Taneli Mustonen
Taneli Mustonen, född 1 januari 1978, är en finländsk filmregissör och manusförfattare. Han är mest känd för sin komedi Reunion (Luokkakokous) från 2015, som är baserad på den danska filmen Klassefesten från 2011, men internationellt blev han känd för 2016 års finska slasherfilm Lake Bodom.